# Dumitru Tinu
Dumitru Tinu (n. 21 octombrie 1940, Coteana, Olt – d. 1 ianuarie 2003) a fost un jurnalist român, director al ziarului Adevărul și președinte al Clubului Român de Presă.

## Viață profesională
Dumitru Tinu a debutat în jurnalism în cadrul ziarului Scînteia, în anul 1962, după finalizarea cursurilor la Institutul de Limbi Străine din București, unde a absolvit secția de filologie rusă și română. Format ca specialist în probleme de politică externă, Dumitru Tinu a avut o bogată activitate jurnalistică. A acoperit evenimentele din Germania Occidentală, în 1967, când România a fost prima țară din blocul comunist care a stabilit relațiile diplomatice cu Republica Federală Germania. A fost corespondent special în timpul Primăverii de la Praga (1968) și Solidarității din Polonia. A acoperit în întregime procesul de pregătire a Conferinței pentru Securitate și Cooperare în Europa, începând cu reuniunea de la Helsinki (1972-1973), etapa de la Geneva (1975), Helsinki (1975) și Viena (1989).
Dumitru Tinu a urmat cursurile Centrului de formare și perfecționare a jurnaliștilor din Paris. A fost unul din fondatorii ziarului Adevărul, iar din ianuarie 1991 a fost redactor-șef, apoi director al cotidianului până la moartea sa, în ianuarie 2003.
Dumitru Tinu a realizat, împreună cu ziaristul Cornel Nistorescu, emisiunea ,,În fața presei”, pe postul de televiziune Prima TV.
În 1998 Dumitru Tinu a fost ales în funcția de președinte al Clubului Român de Presă, instituție care se ocupă cu promovarea intereselor cu caracter profesional, economic și legislativ a ziariștilor, editorilor și proprietarilor de presă. Prin activitățile desfășurate la Clubul Român de Presă, acesta a promovat valorile morale ale jurnalismului și răspunderea socială a celor care activează în acest domeniu.
Clubul Român de Presă acordă anual, începând cu 2003, premiul ,,Dumitru Tinu" unei societăți de presă române, pentru rezultate deosebite.
În activitatea sa, Dumitru Tinu a fost un factor de echilibru pentru colegi și un critic intransigent al oricăror derapaje de la normele presei libere.
Dumitru Tinu a reprezentat presa din România la numeroase întâlniri internaționale, fiind membru în conducerea Asociatiei Mondiale a Ziarelor (WAN).
Dumitru Tinu a decedat, la 1 ianuarie 2003, în condiții suspecte, într-un accident de mașină pe DN1, în județul Prahova.
Agenția France Presse (AFP) a apreciat că Dumitru Tinu era una dintre vocile cele mai respectate din peisajul mediatic românesc.

Dumitru Tinu a fost mentorul lui Cristian Tudor Popescu, Bogdan Chirieac, Adrian Ursu și Lelia Munteanu. Cei patru spuneau, la moartea sa că ,,Dumitru Tinu a fost și rămâne directorul Adevărului. Iar ziarul Adevărul va rămâne Adevărul câtă vreme noi, cei care am lucrat alături de domnul Tinu mai bine de un deceniu, mai avem pixul în mână, pentru că Dumitru Tinu a scris nu numai pe hârtia subțire de ziar, ci și în mințile și sufletele gazetarilor, unde va trăi atât cât va exista presă liberă în această țară".

## Viața[3]

### Copilăria

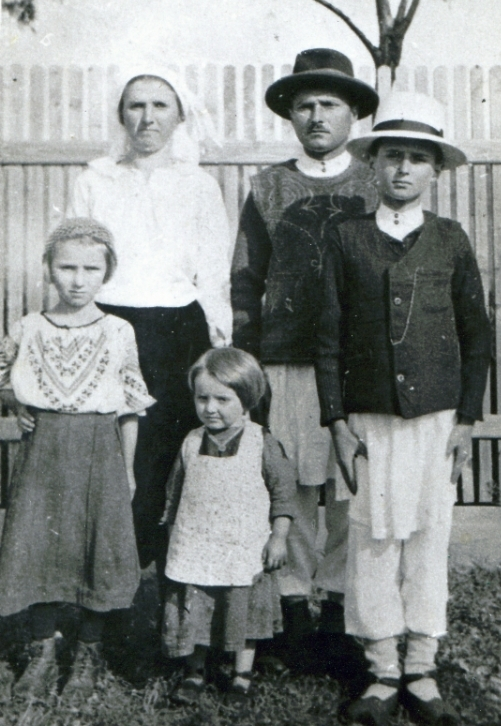
,,Mitre", mezinul familiei

Dumitru Tinu s-a născut în localitatea Coteana, din județul Olt, într-un sat în care “oamenii se întâlneau după-amiaza pe uliță și citeau ziarele. Erau foarte interesați de ce se întâmpla“. Copilăria nu i-a fost lipsită de griji, lovindu-se de lipsuri de tot soiul. “Eram un copil desculț, născut într-o casă unde nu exista bibliotecă, din părinți neștiutori de carte“. Erau trei frați, Dumitru Tinu fiind mezinul. Ceilalți doi frați nu au atins faima lui “Mitru“, cum îl dezmierdau acasă, ei neavând șansa de a face o carieră intelectuală. Dumitru Tinu nu a putut uita niciodată sacrificiile pe care părinții lui le-au făcut pentru a-l ajuta să-și facă o cariera. “Părinții si-au dorit ca măcar eu să învăț carte și să revin în sat învățător. Sacrificiul era însuși faptul că m-au trimis la școală, la oraș, la Slatina. Era maximum pe care mi-l puteam imagina. Era un miraj numai când ne apropiam de Slatina“. Copil fiind, își însoțea familia, o dată pe săptămâna, în “marele oraș“, plecând din sat cu căruța. Părinții fiind săraci, nu l-au putut ajuta cu bani pe timpul școlii. “Primul an am stat în gazdă la o familie de țigani. La internat trebuia să plătească circa 240 de lei pe lună și nu aveau. Cunoșteau o familie de țigani, care venea prin sat și colecta fulgi, iar în schimb dădea fel de fel de obiecte de menaj. De câte ori veneau în sat, rămâneau peste noapte la noi. Le puteam da produse agricole. Erau niște oameni foarte cumsecade“. În fiecare sâmbătă mergea acasă. 19 kilometri pe jos, indiferent de anotimp!… “Dacă aș fi fost complexat, probabil, nu aș fi reușit. Drumul din sat trece pe la barieră. E vorba de bariera de la calea ferată, la intrarea în Slatina. Știam că trebuie să trec bariera și am trecut-o“. La vârsta aceea adolescentină a înțeles că pentru el nu mai era cale de întoarcere, ca nu mai avea ce căuta în sat. “N-aveam voie să ratez, trebuia să merg înainte“.

### Studenția

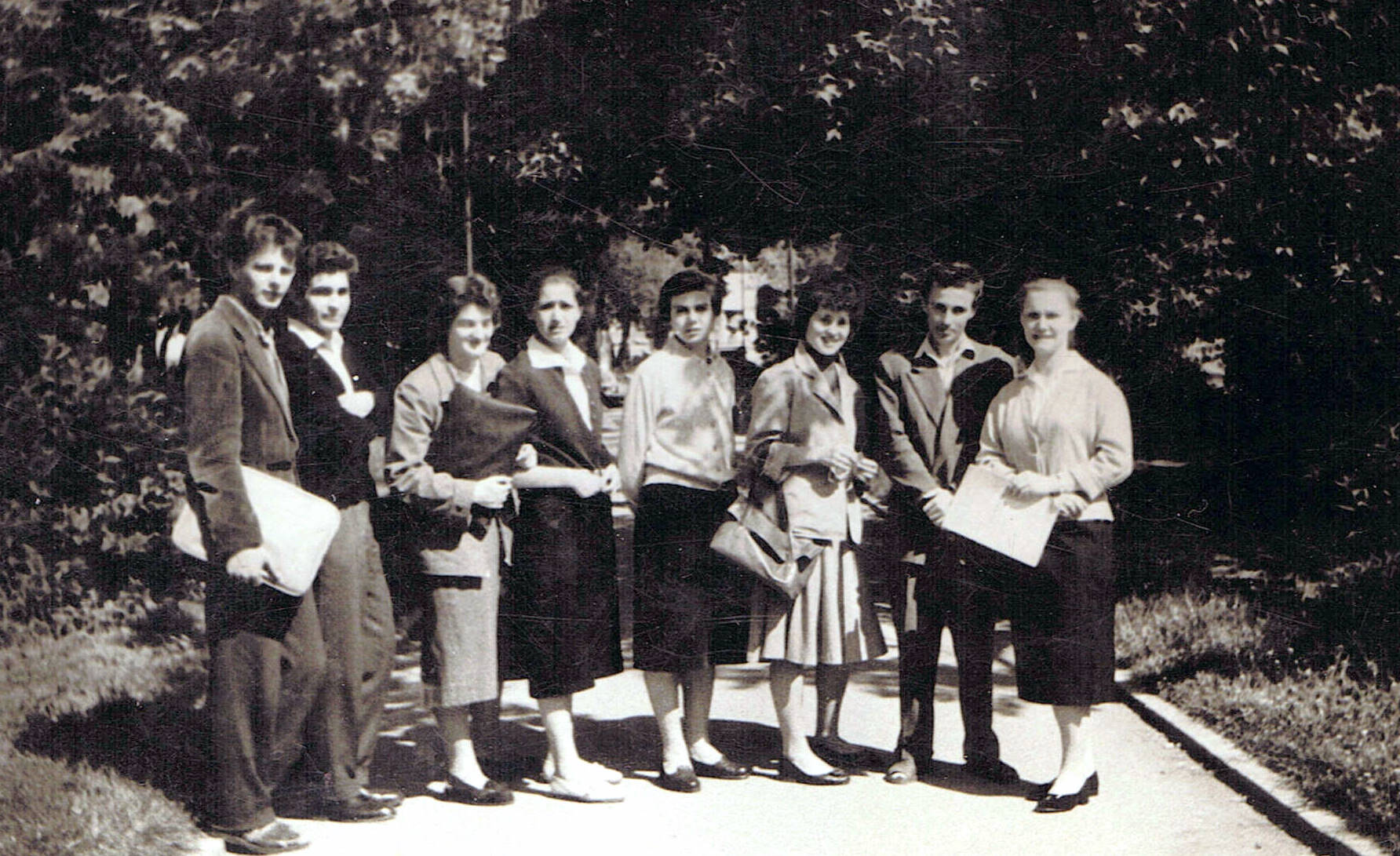
Dumitru Tinu și colegii de facultate, în Parcul Cișmigiu

Dumitru Tinu a devenit student la Institutul de Limbi Străine din București, absolvind ca specialist I în filologie rusă și română. A fost și acolo o perioadă foarte grea, peste care a trecut doar datorită dorinței de a realiza ceva în viață. Și datorită unui caracter puternic. “Am fost foarte ambițios. Cred că ceea ce am realizat se datorează muncii, că este rezultatul serilor de lectură, când nu mă duceam la reuniunile studențești, pentru că nu aveam cu ce mă îmbrăca. Stăteam în cămin absolut singur și citeam. Nu mă simțeam un om frustrat, mă adânceam în lectură, știam că trebuie să muncesc mai mult decât alții. Aveam și de recuperat destul“. Cariera lui Dumitru Tinu, “un adevărat maratonist“, cum este caracterizat, nu se datorează “originii sale sănătoase“. Au fost atâția alți băieți, proveniți din aceleași medii, care au intrat in Capitală desculți… În perioada studenției nu a avut niciodată pantofi și haine corespunzătoare pentru a ieși la vreo reuniune. Primii pantofi i-au fost făcuți de un cizmar din sat, iar primele haine cu care putea ieși în lume le-a avut la 22 de ani, la absolvirea facultății.

### Scînteia

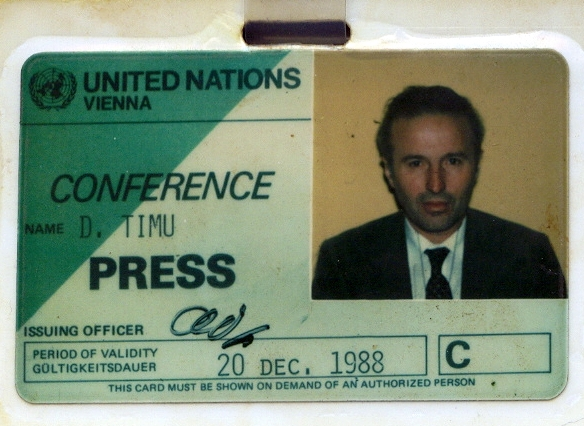
Corespondent la ONU

De la vârsta de 22 de ani a intrat în presă, la Scînteia – aspect speculat din plin de toți cei cărora Dumitru Tinu, prin Adevărul, le sta în calea afacerilor negre, le divulga modul dubios sau chiar mizerabil în care au prosperat. La Scînteia a lucrat până în 1989, la Departamentul Politică Externă. Să fi avut complexul Scînteii? “Nu. Ar însemna să șterg din biografie perioada tinereții mele. Am început să lucrez în domeniul politicii externe. Nu o spun pentru a mă scuza, ci pentru că a fost șansa mea de a mă forma. Mă simțeam bine făcându-mi meseria“. I-au rămas multe amintiri plăcute din acea vreme: întâlnirile pe care le avea cu ziariștii occidentali, când pleca în străinătate, pe mulți făcându-și-i apropiați. A venit momentul ’80 când “îi evitam pe prietenii mei din presa internațională. Nu mă simțeam eu vinovat, dar reprezentam într-un fel țara. Dedublarea a fost marea problemă, dar am făcut-o pentru meserie“. În rest, era un om ca și celelalte zeci de mii de intelectuali, care acasă asculta Europa Liberă, citea presa din Occident, protesta împotriva deciziilor impardonabile luate de conducerea de atunci, se enerva când se oprea lumina… “Știam însă că va cădea regimul și le spuneam acasă : «Nu-i nimic, nu mai ține mult»“. Știa că acea schimbare nu e departe, și nu din intuiție. “Am avut privilegiul să urmăresc la fața locului evoluția evenimentelor. Am acoperit evenimentele din Germania – când s-au stabilit relațiile diplomatice – invazia din Cehoslovacia, evenimentele din Polonia, am fost la Varșovia, la Gdansk, și transmiteam pentru Agerpress. Am urmărit tot fenomenul declanșat de Gorbaciov în U.R.S.S., presa, transmisiile de la fața locului, eram foarte informat de întâlnirea de la Malta. De aceea am putut da o predicție atât de exactă”.

### Adevărul

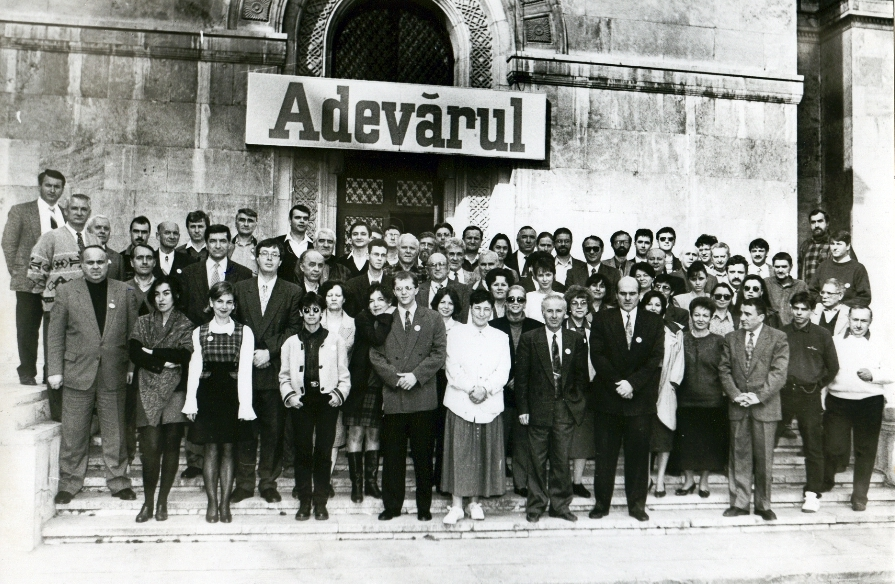
Redactia ziarului Adevarul

Dumitru Tinu este unul dintre fondatorii serii noi a ziarului Adevărul. Deși totul pare perfect pentru oricine privește din afară, a existat o greșeală de început, despre care vorbește cu demnitate. “Ne-am încredințat altcuiva libertatea pe care am obținut-o, aceea de a face un ziar independent, cum credeam că trebuie să fie. La sfârșitul lui ianuarie 1990, un personaj a transformat această libertate într-o publicație aservită puterii, F.S.N.-ului, care se crease atunci. Cineva, atunci, a găsit că e foarte important să existe un control asupra presei. Până în primăvara lui ’91, când s-a produs și revolta de la Adevărul, când ne-am recâștigat dreptul de a fi noi înșine“. Din acel moment, la Adevărul s-a instituit o conducere colegială. Sloganul “Nimeni nu este mai presus de lege” a fost ales ca idee de frontispiciu în clipa în care cotidianul a primit o tentă foarte puternică de luptă împotriva abuzurilor, a corupției.
Lui Dumitru Tinu, ca director al ziarului cu cel mai mare tiraj, i s-a adresat de multe ori întrebarea : “Ați simțit puterea presei?” “Am simțit-o, o simt, dar simt și o mare răspundere, și nu doar formal. Sunt nopți în care adorm foarte târziu, frământat de gândul dacă am făcut sau nu bine, conștient că presa poate uneori distruge destinul cuiva. Nu cred că noi am distrus. În multele cazuri am determinat îndreptarea lucrurilor, am ratat de fapt o ascensiune imorala“. Și-a dorit întotdeauna ca România să ajungă o țară normală, cu o societate în care presa să aibă un alt rol. “Să ajungem să scriem și noi cu detașarea cu care scriu cei de la Financial Times, de exemplu, despre lucruri care interesează într-o țară normală”.

### Moartea

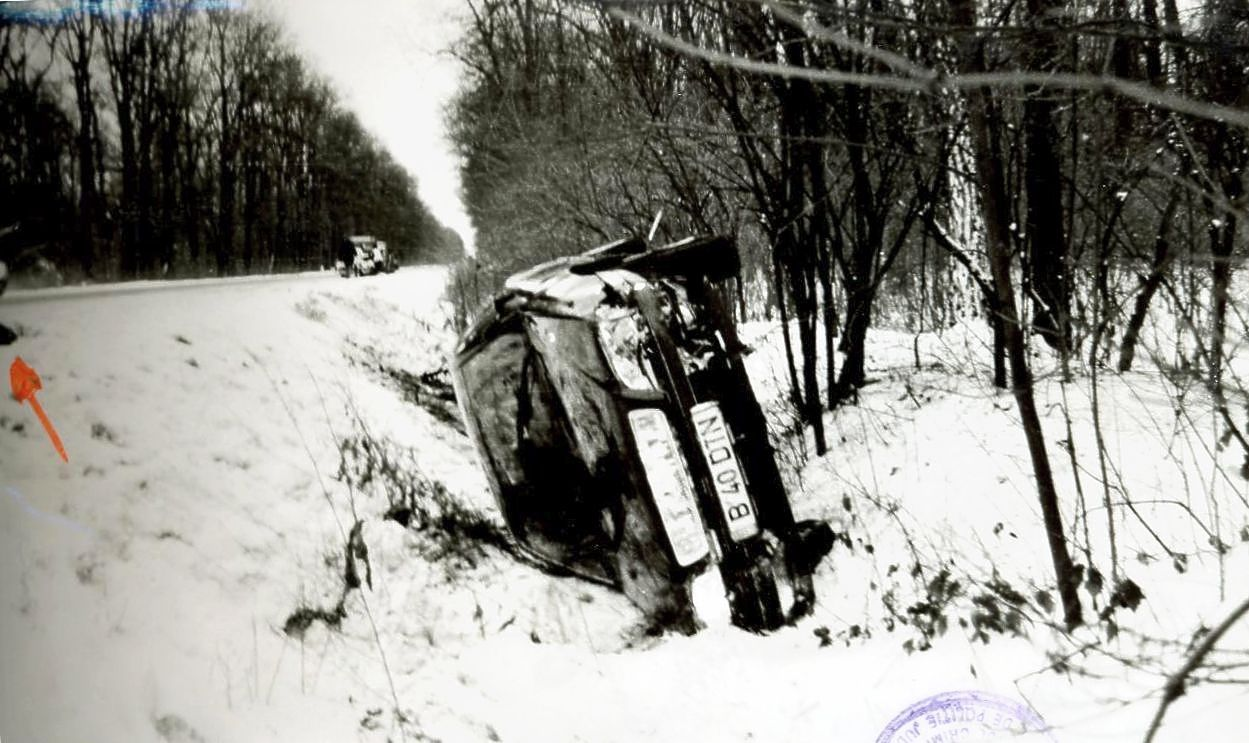
Imagini de la locul accidentului

Oficial, Dumitru Tinu a murit pe data de 1 ianuarie 2003, în urma unui grav accident rutier.
Tragedia s-a petrecut la ora 9:45 pe DN1, în apropierea localității Românești, județul Prahova. Dumitru Tinu a sărbătorit împreună cu familia intrarea în Noul An.
S-a retras devreme de la petrecere, la 12,40, iar dimineața a plecat la volanul mașinii personale spre Breaza, una din stațiunile de pe Valea Prahovei, unde dorea să schieze.
În jurul orei 9,45, mașina condusă de Dumitru Tinu, un Volvo S40, a intrat în derapaj, părăsind sensul de mers și, după ce a rulat circa 15-20 metri pe banda opusă, s-a răsturnat într-un șanț adânc de pe marginea șoselei. Mașina nu prezenta avarii serioase, sistemele de siguranță "air-bag" ale mașinii nu s-au declanșat, iar pe șosea nu existau urme de frânare. Drumul era curățat de mijloace auto mobilizate pentru deszăpezire, iar la ora sosirii echipajelor poliției nu se mai putea distinge traseul urmat de automobil înainte de a ajunge în șanț.
După moartea sa a apărut în public și familia sa paralelă, Tinu având o relație cu o femeie, relație din care a rezultat un copil, Andrei Tinu, care este politician PSD.

#### Suspiciuni de crimă
Condițiile în care a murit Dumitru Tinu au ridicat multe semne de întrebare. În presa vremii au apărut mai multe teorii printre care și cea a crimei. Presa a evidențiat nenumăratele neconcordanțe care au apărut în acest caz. Andrei Tinu, fiul lui Dumitru Tinu din afara căsătoriei, împreună cu rude ale ziaristului au considerat bizar că asupra sa nu s-au găsit "telefonul mobil, cărțile de credit, cheile și actele de identitate". În plus, Tinu era îmbrăcat cu un pulover cu trei numere mai mare. Ancheta susține că mașina, de tip Volvo, a ieșit de pe șosea, a derapat într-un șanț și s-a lovit de un copăcel. Tinu ar fi încercat să iasă, dar a făcut comoție cerebrală și a fost călcat de propria mașină. Raportul medico-legal a arătat că Tinu s-a lovit de interiorul autoturismului. 
La câteva zile, Cristian Tudor Popescu, pe atunci redactor-șef al ziarului Adevărul, a declarat la BBC că în borseta lui Tinu s-ar fi găsit un bon de casă, din care rezultă că acesta ar fi alimentat mașina la ora 7.20, la Băneasa. Dumitru Tinu a murit la ora 9.43, la Românești. Drumul dintre cele două localități se parcurge în mod normal în aproximativ o jumătate de oră, și de aici a rezultat un alt semn de întrebare. Ce a făcut Tinu timp de două ore, în condițiile în care rezervorul mașinii era aproape plin? Evenimentul Zilei a scris că "Niciunul din sistemele de siguranță ale mașinii, cum ar fi air-bag-urile, nu s-a activat. În plus, la locul tragediei au fost găsite urme de vopsea albastră, cu toate că mașina lui Tinu era verde, lucru care duce la ideea că a fost izbit din spate. La autopsie, în corpul lui Tinu s-a găsit o cantitate mică de sânge, dar în mașină nu era sânge". 
Fiul lui Dumitru Tinu susține că jurnalistul ar fi fost omorât într-un garaj de unde ar fi fost dus în apropierea Pădurii Românești, unde i s-a înscenat accidentul.